# Brestov, Prešov
Brestov este o comună slovacă, aflată în districtul Prešov din regiunea Prešov. Localitatea se află la altitudinea de 290 m deasupra n.m., se întinde pe o suprafață de 10,37 km2 și în 2017 număra 433 de locuitori.

## Istoric
Localitatea Brestov este atestată documentar din 1219.

## Demografie
| An:                | 1994 | 2004   | 2014   | 2024   |
| ------------------ | ---- | ------ | ------ | ------ |
| Număr de persoane: | 479  | 454    | 449    | 461    |
| Diferență:         |      | −5,21% | −1,10% | +2,67% |

| An:                | 2023 | 2024 |
| ------------------ | ---- | ---- |
| Număr de persoane: | 461  | 461  |
| Diferență:         |      | +0%  |